# Rudolf Klekner

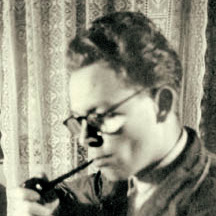
Rudolf Klekner (vor 1942)

Rudolf Leopold Klekner (* 15. Dezember 1912 in Wien; † 2. November 1943 ebenda) war ein österreichischer Kommunist und Widerstandskämpfer gegen den Nationalsozialismus.

## Leben
Mutter: Marie, geborene Drye; Vater: Rudolf Anton Klekner (1887–1944); Bruder: Oskar Klekner (1923–1943); Verlobte: Margarete (Grete) Tremmel (später Kunitzky).
Lehre zum Mechaniker, über die Abendschule zur Reifeprüfung, Ausbildung zum Techniker (Maschinenkonstruktion); arbeitete als Konstrukteur bei den Brown-Boveri-Werken in Favoriten.

## Widerstand
Er war Mitglied: in der verbotenen Kommunistischen Partei Österreichs, KPÖ; in deren Widerstandszelle bei den Brown-Boveri-Werken; in der Gruppe Puschmann, organisiert innerhalb der aus dem Kommunistischen Jugendverband hervorgegangenen Widerstandsbewegung Gruppe Soldatenrat.
Er erstellte und verteilte Propagandamaterial; verschickte per Feldpost Briefe an Frontsoldaten mit der Aufforderung, die Waffen niederzulegen und zu desertieren (Hauptanklagepunkt im Prozess); nahm an konspirativen Treffen teil, insbesondere mit seinem Bruder Rudolf, mit Edith Gadawits, Leopoldine Kovarik, Leo Gabler und Elfriede Hartmann.

## Verhaftung und Hinrichtung
Die Gestapo verhaftete ihn am 24. Februar 1942 an seinem Arbeitsplatz bei Brown-Boveri und brachte ihn zu ihrem Hauptquartier am Morzinplatz, wo sie ihn verhörten und folterten.
Am 27. September 1943 wurde er zusammen mit seinem Bruder Oskar und Leopoldine Kovarik in Krems, in der Justizanstalt Stein vom Berliner Volksgerichtshof, 5. Senat (Richter Kurt Albrecht), wegen Vorbereitung zum Hochverrat zum Tode verurteilt.
Die Begründung des Gerichts war: „Es bedarf keiner näheren Ausführung, dass die von der Angeklagten (Kovarik) teils selbst mehrfach abgeschriebenen, teil auf ihre Veranlassung unter Beteiligung der beiden Angeklagten Rudolf und Oskar Klekner anderweitig vervielfältigten und in einzelnen Stücken tatsächlich an Frontsoldaten abgesandten Briefe mit ihrer eindeutigen Aufforderung an die Frontkämpfer, die Waffen niederzulegen und den Kampf einzustellen, objektiv den hochverräterischen Versuch darstellen, die Kampfmoral und den Siegeswillen der deutschen Soldaten zu untergraben und sie zum Überlaufen oder zur Meuterei nach dem unseligen Vorbild des Jahres 1918 zu veranlassen.“
Am 2. November 1943, zwischen 18 und 18.30 Uhr, wurden er und seine Mitangeklagten im Landgericht Wien auf der Guillotine enthauptet.

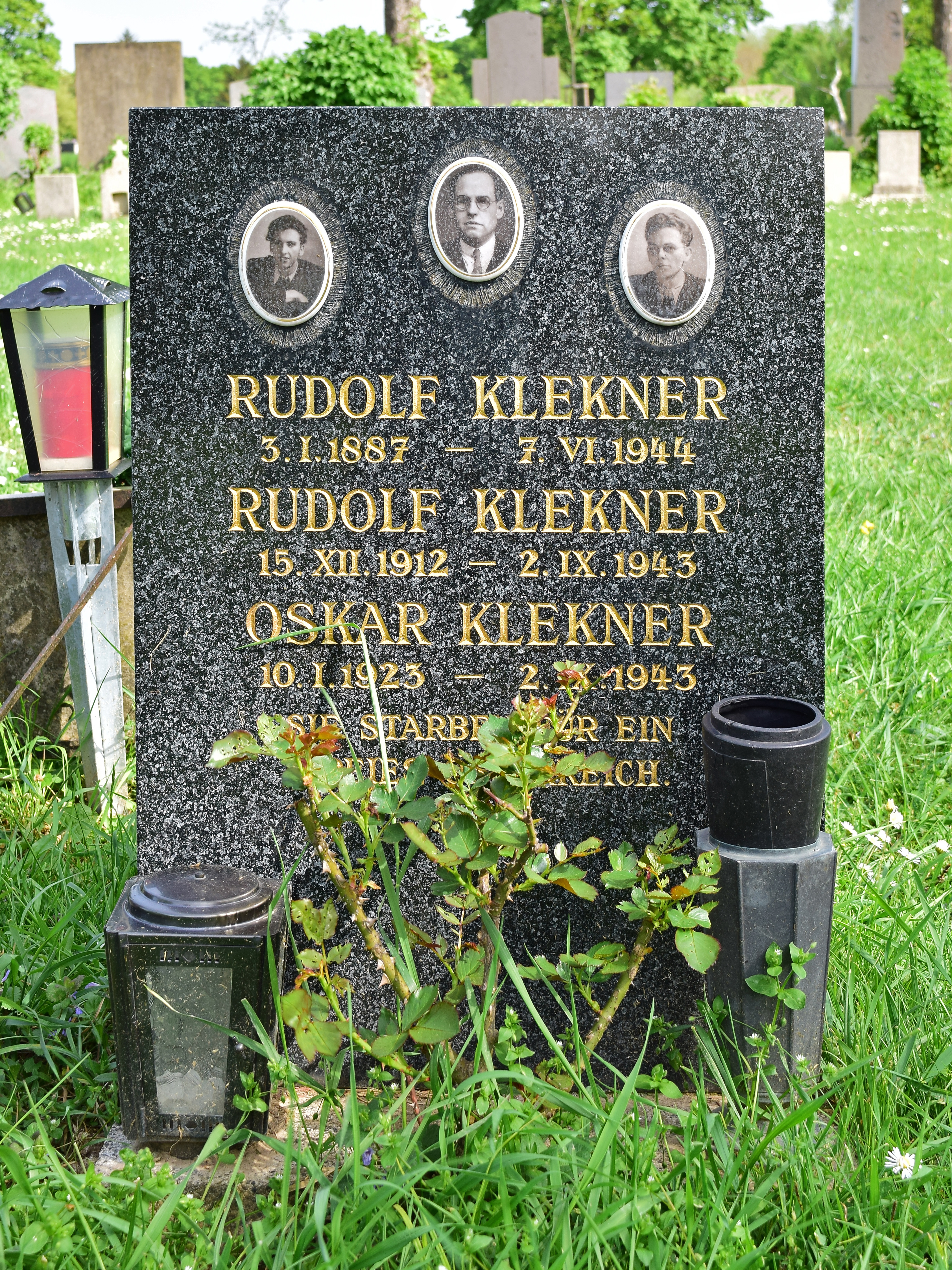
Grab von Rudolf Klekner in Gruppe 40 im Wiener Zentralfriedhof

## Gedenkorte und Erinnerung
- Gedenktafel für ihn und sechs weiteren hingerichtete Mitgliedern der Betriebszelle (Josef Degenhardt, Johann Friedrich, Anna Muzik, Ferdinand Steger, Friedrich Stillner und Leopold Weinfurteder), gestiftet von der Belegschaft der Brown-Boveri-Werke, angebracht am 26. April 1955 am Fabrikgebäude, Wien, 10., Gudrunstraße 187. Nach dem Abriss der Fabrik, am 20. Oktober 2016 neu enthüllt an selber Stelle an einem modernen Wohnblock, siehe Weblinks: Gedenktafel.
- Gedenktafel für ihn, seinen Bruder und Vater; wurde am 31. Dezember 1949 von der KPÖ enthüllt an der Fassade des Gebäudes in Wien 10., Erlachgasse 124; 1969 entfernt,
- Gedenktafel im Landgericht Wien, Hinrichtungsraum (jetzt Weiheraum), fälschlicherweise aufgelistet unter dem Namen Kleckner, siehe Weblinks.
- Grabstein zusammen mit Bruder und Vater auf dem Wiener Zentralfriedhof, Gruppe 40, Reihe 25, Grab 195.